# From Paris with Love
From Paris with Love is een door Pierre Morel geregisseerde Franse actiefilm die in 2010 uitkwam. De hoofdrollen worden gespeeld door Jonathan Rhys Meyers en John Travolta.

## Verhaal
James Reese (Rhys Meyers) is een medewerker van de Amerikaanse ambassadeur in Parijs, maar heeft daarnaast een lage functie bij de CIA. Aan het begin van de film krijgt hij zijn eerste grote CIA-opdracht, waarvoor hij zal moeten gaan samenwerken met ervaren collega Charlie Wax (Travolta).
De opdracht is het voorkomen van een terreuraanslag, die, zo blijkt, een politieke top als doelwit heeft. Uiteindelijk blijkt Reese' vriendin (Smutniak) een van de terroristen.